# Boulevard Saint-Germain
Boulevard Saint-Germain je bulvár v Paříži. Prochází 5., 6. a 7. obvodem. Spolu s bulváry Saint-Michel a Faubourg Saint-Germain tvoří hlavní ulice v Latinské čtvrti. Nese jméno pařížského biskupa Germana, neboť prochází kolem kláštera Saint-Germain-des-Prés.

## Poloha
Ulice je dlouhá 3150 m a vede od Seiny u Pont de Sully naproti ostrovu Saint-Louis v 5. obvodu, pokračuje rovnoběžně s řekou podél úpatí pahorku Sainte-Geneviève v 6. obvodu a navrací se zpět k Seině, kde končí na Quai d'Orsay v 7. obvodu naproti Pont de la Concorde. Ulice je orientována zhruba od východu na západ.

## Historie
Bulvár vznikl jako jeden z osobních projektů barona Haussmanna během přestavby Paříže za druhého císařství. Ulice však byla definitivně dokončena až za třetí republiky v roce 1877, kdy byla otevřena střední část mezi ulicemi Rue Hautefeuille a Rue des Ciseaux. Proražení bulváru Saint-Germain mělo za následek zboření velkého počtu starých domů na předměstí Saint-Germain. Zahrnul do sebe rovněž několik ulic, jako např. Rue des Noyers (mezi
Place Maubert a Rue Saint-Jacques), Rue du Foin (mezi Rue Saint-Jacques a Boulevard Saint-Michel), západní část Rue de l'École-de-Médecine (mezi Place Henri-Mondor a Rue de Buci), část ulice Rue Gozlin, Rue Taranne (mezi Rue de Rennes a Rue des Saints-Pères), východní část Rue Saint-Dominique (od Rue des Saints-Pères). Některé domy z těchto zmizelých ulic zůstaly stát dodnes, neboť se nacházely v trase plánovaného bulváru.
Část květnových nepokojů v roce 1968 se odehrávala i na tomto bulváru.

## Zajímavé stavby
- č. 5: fotograf Eugène Pirou zde měl v roce 1889 svůj ateliér.
- č. 7bis: velmi úzký dům. Vznikl na místě městských hradeb Filipa II. Augusta, když už ostatní domy stály, proto je jeho půdorys netypický.
- č. 57: Sídlo École spéciale des travaux publics (Speciální škola veřejných prací) postavené na místě starších budov, v jedné z nich se v roce 1810 narodil Alfred de Musset.
- č. 79: Knihkupectví, které v roce 1826 založil významný francouzský nakladatel Louis Hachette. Od roku 1994 zde sídlí banka. Předtím stál na jeho místě palác hôtel d'Aligre, kde se v roce 1821 narodil Charles Baudelaire.

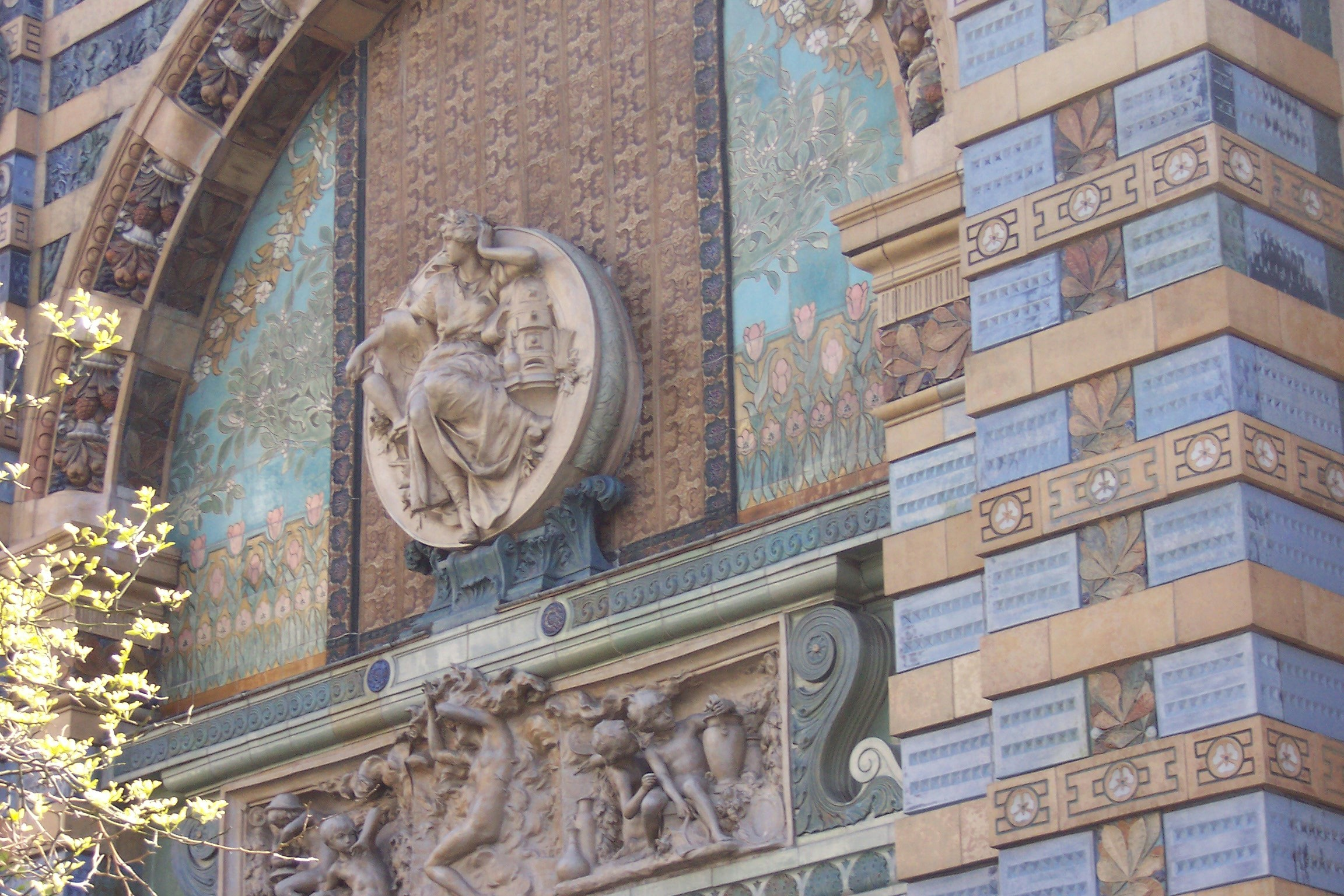
Fasáda domu č. 168bis zdobená smaltem

- č. 87: zde žil a zemřel Édouard Branly (1844-1940), francouzský fyzik a lékař.
- č. 117: dům v letech 1877-1879 postavil Charles Garnier pro Cercle de la Librairie, profesní sdružení knihařů. Na konci 19. století byla budova prodloužena do sousedící ulice Rue Grégoire-de-Tours. Dnes zde sídlí grande école Sciences Po.
- č. 142: restaurace Vagenende z roku 1905.
- č. 145: v domě žil Denis Diderot.
- č. 151: pivnice Lipp, kde se od roku 1935 uděluje literární cena Prix Cazes.
- č. 166: bar La Rhumerie, který často navštěvoval Antonin Artaud.
- č. 168bis: square Félix-Desruelles vzniklo v polovině 19. století zbořením několika domů náležejících ke klášteru Saint-Germain-des-Prés. Nachází se zde socha francouzského malíře a spisovatele Bernardw Palissyho od sochaře Louise Ernesta Barriase a fasáda ze smaltu architekta Charlese Rislera a sochaře Julese Coutana, která byla vytvořena jako ukázka produkce manufaktury v Sèvres během světové výstavy v roce 1900.

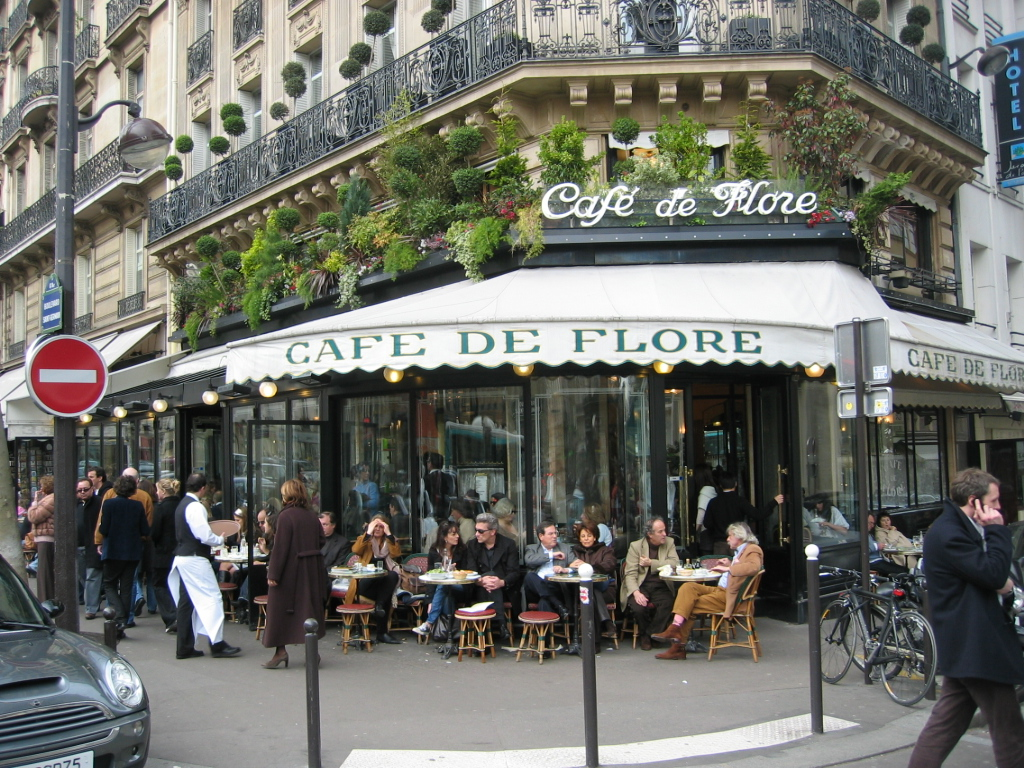
Café de Flore

- č. 172: Café de Flore, jedna z nejslavnějších literárních kaváren, kde se uděluje Goncourtova cena.
- 184: dům postavil v roce 1878 architekt Édouard Leudière pro Société de géographie (Geografická společnost). Dvě karyatidy představují Zemi a Moře, autorem je sochař Émile Soldi.
- č. 202: zde bydlel básník Guillaume Apollinaire od roku 1913 až do své smrti v roce 1918.
- č. 215: novorenesanční palác z let 1881-1883, dnes sídlo školy Collège des Ingénieurs. V roce 1883 zde několik osobností jako Paul Cambon, Ferdinand de Lessep, Jules Verne a Louis Pasteur založili Alliance Française.
- č. 217: Hôtel de Varangeville postavil v roce 1704 architekt Jacques Gabriel a přestavěl Jean-Baptiste Leroux. Poničen roku 1876 při stavbě bulváru Saint-Germain. Majitelem je Banque de France a dům je spojen se sousedním palácem Hôtel Amelot de Gournay v ulici Rue Saint-Dominique. Dnes zde sídlí Dům Latinské Ameriky založený roku 1946 z iniciativy Ministerstva zahraničních věcí k posílení a rozvoji vztahů mezi Francií a zeměmi Latinské Ameriky.
- č. 218: palác obýval v roce 1741 francouzský politik a spisovatel Louis de Rouvroy, vévoda Saint-Simon (1675-1755).
- č. 231: Ministerstvo obrany zabírá areál mezi bulvárem Saint-Germain, Rue Saint-Dominique a Rue de l'Université. Kancelářskou budovu na bulváru postavil v letech 1876-1877 architekt Jules Bouchot.
- č. 231: dům zakoupilo v roce 1981 pro své potřeby Národní shromáždění.
- č. 244: Dům byl postaven v roce 1861 pro Ministerstvo veřejných prací, architektem byl Antoine Isidore Eugène Godebœuf, dnes sídlo Ministerstva zahraničních věcí.
- č. 246: Hôtel de Roquelaure. V roce 1695 zde byl postaven dům, který v roce 1709 koupil maršál Antoine Gaston de Roquelaure (1656-1738) a v roce 1724 jej nechal rozšířit. Palác koupil v roce 1740 Mathieu-François Molé, prezident Pařížského parlamentu a nechal jej přestavět. Palác byl v roce 1793 zabaven a po Francouzské revoluci opět rodině vrácen. V roce 1808 byl palác spojen se sousedním hôtel Lesdiguières (č. 248), když v něm pobýval státník Jean-Jacques Régis de Cambacérès (1753-1824), který zde žil do roku 1816. Poté byla majitelkou Louise Marie Adélaïde de Bourbon, vévodkyně d'Orléans. Během červencové monarchie byl palác přidělen státní radě. V roce 1839 se zde usídlilo Ministerstvo veřejných prací. Dnes zde sídlí Ministerstvo životního prostředí, místního rozvoje a územního plánování.

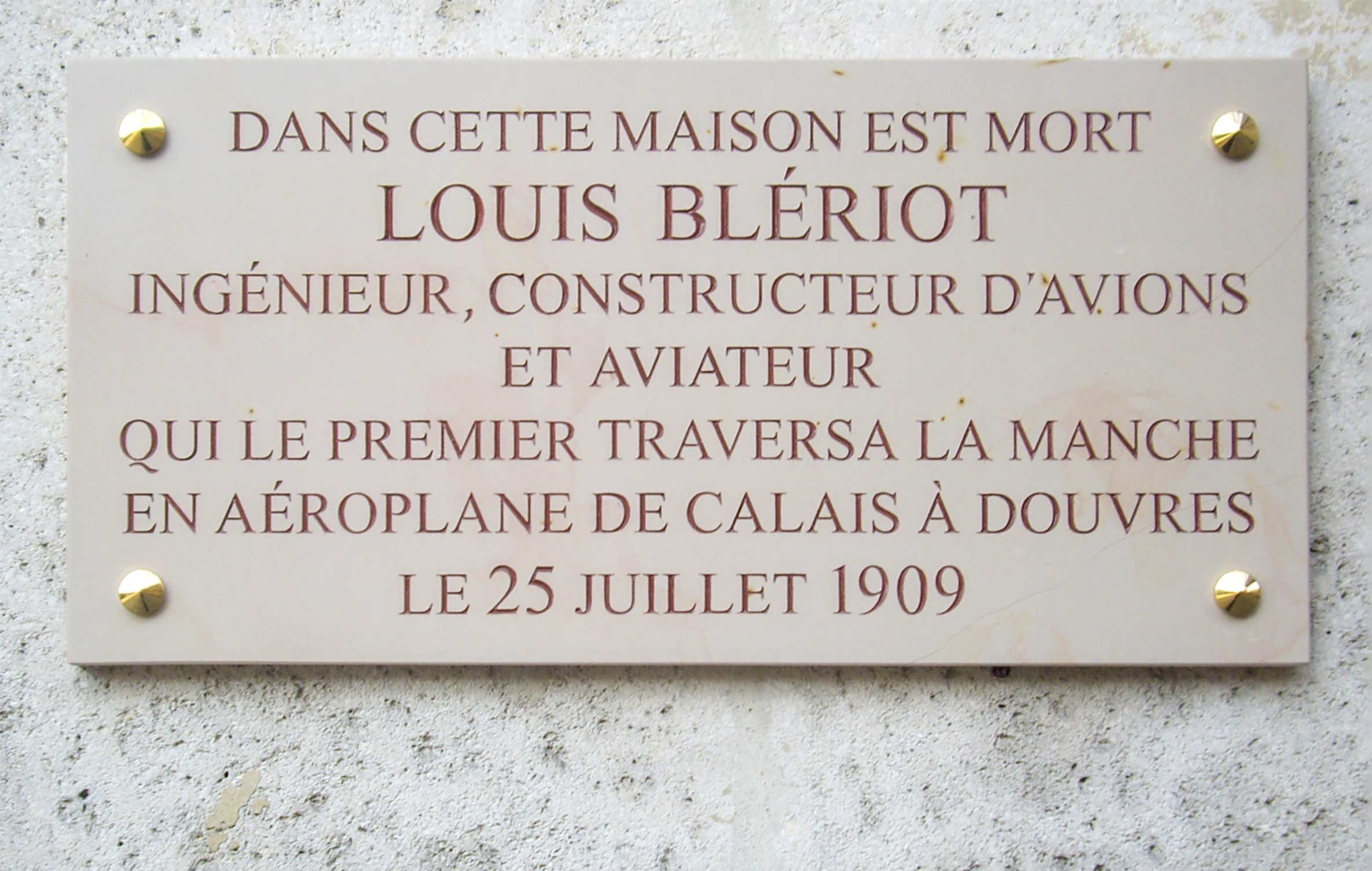
Pamětní deska Louise Blériota

- č. 248: Hôtel de Lesdiguières (též nazývaný Hôtel de Béthune-Sully) je palác, který postavil Antoine Desgodets a v roce 1706 jej koupila vévodkyně de Lesdiguières, která ho nechala rozšířit. Louis Marie Maximilien de Béthune, vévoda de Sully jej nechal přestavět v letech 1747-1750. Palác byl v roce 1808 připojen k sousednímu hôtel de Roquelaure (č. 246).
- č. 288: zachovalá stavba období druhého císařství představuje klasickou ukázku Hausmannova stylu, v roce 1936 zde zemřel Louis Blériot.

### Zaniklé stavby
- č. 175: Zde stál hôtel Selvois, palác, kde se v roce 1675 narodil Louis de Rouvroy, vévoda Saint-Simon.
- č. 213-217: Hôtel de Neufchâtel byl palác, který v roce 1708 postavil architekt Pierre Cailleteau (1655-1724).
- mezi č. 168 a 133-135 dnešního bulváru se nacházela v období Velké francouzské revoluce věznice.